# Changchun zhenren xiyou ji

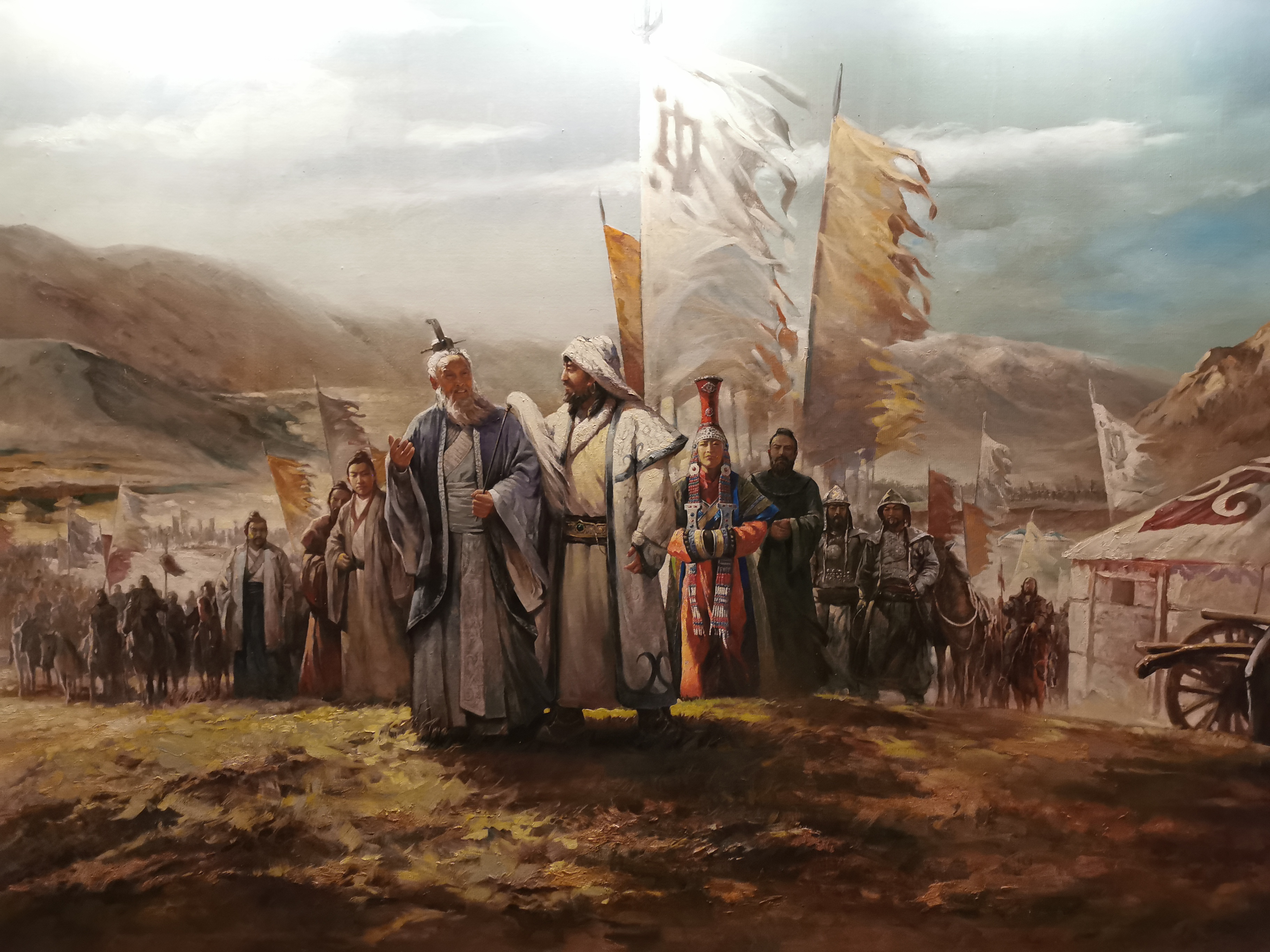
Qiu trifft auf Dschingis Khans

Das Changchun zhenren xiyou ji (chinesisch 長春真人西遊記, Pinyin Chángchūn zhēnrén xīyóu jì – „Aufzeichnungen über die Reise des daoistischen Alchemisten Changchun in den Westen“), das nicht mit dem buddhistisch inspirierten Xiyouji (chinesisch 西遊記 / 西游记, Pinyin Xīyóu Jì – „Aufzeichnungen über die Reise in den Westen“) verwechselt werden soll, ist ein chinesischer Reisebericht, der von dem Daoisten Li Zhichang (chinesisch 李志常, Pinyin Li Zhichang) (1193–1278) aus der daoistischen Quanzhen-Schule (chinesisch 全真派, Pinyin Quan Zhen Pai) verfasst wurde. Mit Werken wie dem Yuanshi und dem Mengda beilu zählt das Changchun zhenren xiyou ji zu den wichtigsten chinesischen Quellen zu Leben und Zeit Dschingis Khans.

## Inhalt
Der Bericht schildert hauptsächlich die Reise seines Lehrers Qiu Chuji und seiner Schüler, ihre Beobachtungen auf dem Weg durch Zentralasien zu dem mongolischen Herrscher Dschingis Khan. Daneben erfährt man auch einiges über das Leben des Qiu Chuji. Es ist ein bedeutendes Werk für die Erforschung der Geschichte des frühen 13. Jahrhunderts: der Geschichte Zentralasiens, der mongolischen Geschichte, der Geschichte des chinesischen Daoismus und der Verbindungen mit dem Westen.
Das Buch besteht aus zwei Bänden (juan), das Vorwort stammt von Sun Xi (chinesisch 孫錫 / 孙锡), dem zweiten Band sind noch ein Edikt des Dschingis Khan und andere Dokumente angehängt. Im ersten Band ist aufgezeichnet, dass Qiu Chuji Einladungen der Jin (Tataren im nördlichen China) und der Südlichen Song-Dynastie abgelehnt hatte, er glaubte, dass nur die mongolische Seite den himmlischen Auftrag besitze, deshalb führte er 18 seiner Schüler im Jahr 1220 von Shandong aus los. (Eine zu ihm gesandte mongolische Abordnung erleichterte ihm die Reise.)
Die Reise führte durch das heutige Peking, nach Xuanhua (宣化; Xuande), an den Dalai Nur, nach Hulun Buir und Ulaanbaatar, ins Hangayn-Nuruu-Gebirge, in die Khobdo-Region, in den Altai, die Dsungarei, nach Bügür, auf den Tian Shan, nach Samarkand, zum Eisentorpass (Tiemen Guan) und andere Orte.
1222 kamen sie im Hindukusch im heutigen Afghanistan an und hatten eine Audienz bei Dschingis Khan. Der zweite Band berichtete über Qiu Chuji, wie er dreimal dem Dschingis Khan über den Daoismus predigte, dann folgte er ihm zurück in die Mongolei. Währenddessen versuchte Qiu Chuji mehrmals Dschingis Khan zu überreden, vom Töten abzusehen. 1223 hat Qiu Chuji sein Amt aufgegeben, 1224 erreichten sie Yanjing (das heutige Peking), dort war er Leiter des Tempels Tianchang guan  bzw. „Weiße-Wolken-Tempels“.
Dieses Buch war für lange Zeit in alten daoistischen Büchersammlungen verborgen, bis es Qian Daxin in der Qianlong-Ära der Qing-Zeit im Tempel Xuanmiao Guan (玄妙观 Xuánmiào Guān) in Suzhou entdeckte, ab da erst wurde ihm größere Aufmerksamkeit zuteil. Heute ist es gleichermaßen bekannt wie die berühmten chinesischen Reisewerke Foguo ji (佛国记 Fóguó jì) von Faxian (法显) und das Da Tang xiyu ji (大唐西域记 Dà Táng xīyù jì) von Xuan Zang.

## Übersetzungen
Ältere Übersetzungen des Werkes sind überholt durch die von Arthur Waley in der Sammlung The Broadway Travellers.

## Drucke und Ausgaben
Das Werk ist im Daoistischen Kanon enthalten, auch im Lianyunyi congshu (连筠簃丛书) von Zhang Mu. Die geographischen Untersuchungen von Ding Qian (丁谦) und der Kommentar von Wang Guowei (王国维) sind wichtige wissenschaftliche Beiträge chinesischer Historiker zur Erschließung des Werkes.

## Chinesische Literatur
- Ding Qian (丁谦): Changchun zhenren xiyou ji dili kaozheng 长春真人西游记地理考证 (Zhejiang tushuguan congshu 浙江图书馆丛书)
- Wang Guowei (王国维): Changchun zhenren xiyou ji zhu 长春真人西游记注 (Haining Wang Jing'an xiansheng yishu 海宁王静安先生遗书)